# Gisela Noehles

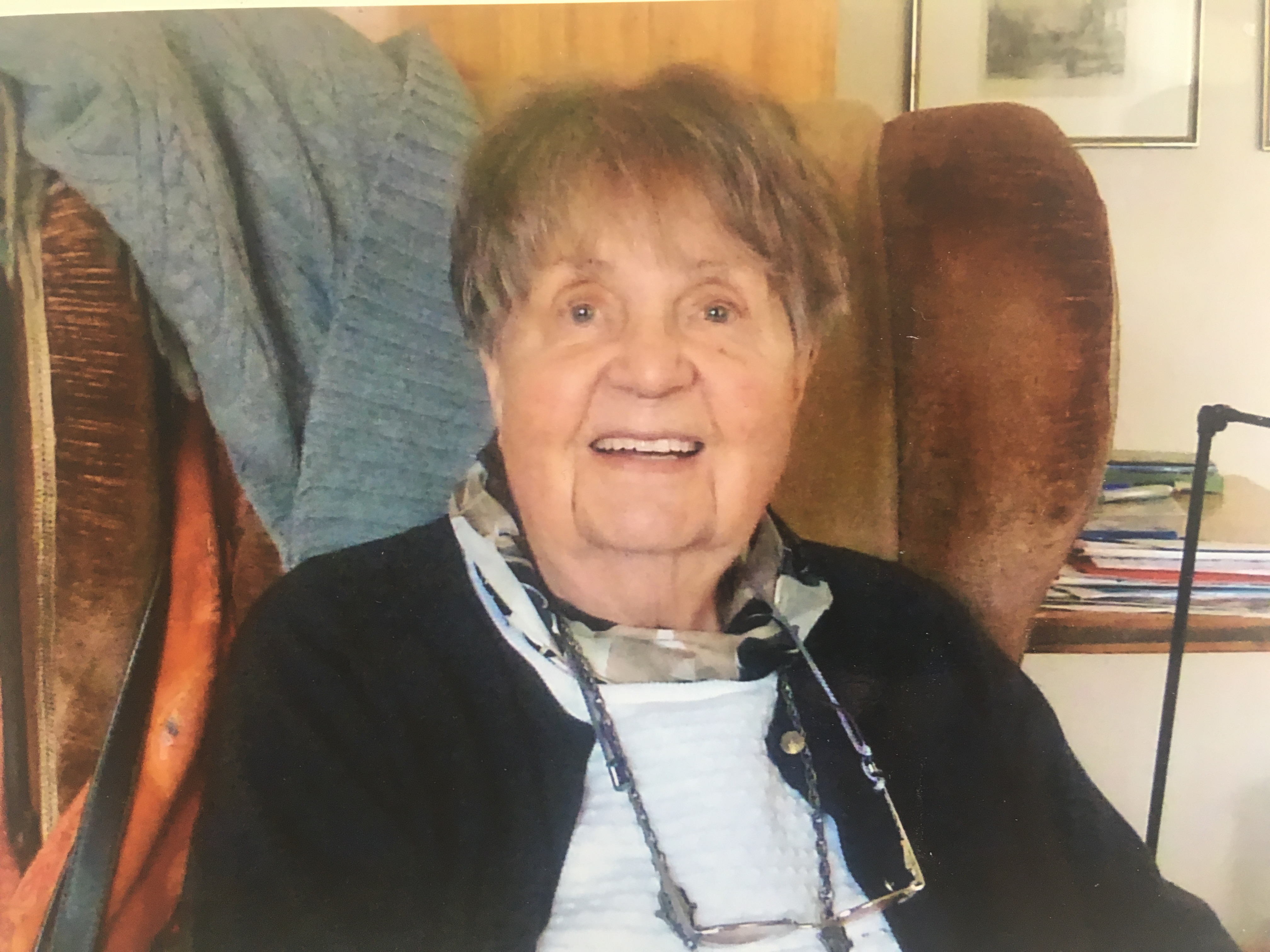
Gisela Noehles im Jahre 2015

Gisela Noehles, geb. Doerk (* 17. Dezember 1930 in Königsberg, Ostpreußen; † 23. April 2025 in Münster, Westfalen) war eine deutsche Kunsthistorikerin.

## Leben
Nach der Flucht der Familie 1944 aus Ostpreußen legte Gisela Noehles 1951 das Abitur in Mönchen-Gladbach ab und studierte anschließend Kunstgeschichte, Geschichte und Germanistik in Bonn und Freiburg, u. a. bei Herbert Siebenhüner und Herbert von Einem. 1954 siedelte sie nach Rom über, wo sie zunächst als Privatlehrerin Deutsch unterrichtete. Gleichzeitig begann sie ihre Dissertation über den Maler Antoniazzo Romano (Promotion 1973 bei Georg Kauffmann in Münster). Die Bibliotheca Hertziana, das deutsche kunsthistorische Institut in Rom, bot ihr dabei vielfältige Unterstützung. 1956 heiratete sie Karl Noehles, der ebenda zur römischen Barockarchitektur forschte, 1959 Geburt der Tochter Martina. 1964 folgte Gisela Noehles ihrem Mann nach Münster. Die Mitarbeit an der Grimmelshausen-Ausstellung des Westfälischen Landesmuseums und Reiseleitungen auf die Iberische Halbinsel weckten ihr Interesse an der Kunst und Kultur Spaniens – ein Thema, das ihr wissenschaftliches Leben fortan bestimmte. 1974 bis 1980 unterrichtete sie Kunstgeschichte am Institut für Kunsterzieher Münster, Teil der Staatlichen Kunstakademie Düsseldorf (heute selbständige Kunstakademie Münster). 1998 erfolgte die Trennung von Karl Noehles.

## Wirken
Zwischen 1980 und 1986 verfasste Gisela Noehles mit dem 600 Seiten umfassenden Reclam-Führer Madrid und Zentralspanien ein Pionierwerk der modernen deutschen Spanienforschung. Ab 1989 engagierte sie sich in der Carl Justi-Vereinigung zur Förderung der kunstwissenschaftlichen Zusammenarbeit mit Spanien und Portugal e.V., deren Vorstand sie von 1993 bis 2009 angehörte. Von 1997 bis 2016 war sie Mitherausgeberin der Schriftenreihe ARS IBERICA (später ARS IBERICA ET AMERICANA), die im Iberoamericana Vervuert Verlag in Madrid erscheint. Daneben veröffentlichte sie zahlreiche Beiträge zu spanienbezogenen Themen und war Mitarbeiterin am Allgemeinen Künstlerlexikon AKL.

## Publikationen (Auswahl)
- Antoniazzo Romano – Studien zur Quattrocentomalerei in Rom. (Dissertationsdruck) Münster 1974.
- Text und Bild – Untersuchungen zu den Kupferstichen von 1671 und den nachbarocken Illustrationen zu Grimmelshausen. In: Daphnis. Zeitschrift für Mittlere Deutsche Literatur. Bd. 5, 1976, Heft 2–4, S. 595–633.
- Madrid und Zentralspanien. Kunstdenkmäler und Museen. Reclam, Stuttgart 1986.
- Verschiedene Artikel In: Henrik Karge (Hrsg.): Vision oder Wirklichkeit – Die spanische Malerei der Neuzeit. Klinkhardt & Biermann, München 1991.
- Mudéjar-Kunst. In: Sylvaine Hänsel / Henrik Karge (Hrsg.): Spanische Kunstgeschichte, Eine Einführung, Bd. 1: Von der Spätantike bis zur frühen Neuzeit. Dietrich Reimer, Berlin 1992, S. 173–189.
- Die Universitätsbibliothek von Salamanca im 15. Jahrhundert und ihr kosmologisches Ausmalungsprogramm. In: Carsten Peter Warncke (Hrsg.): Ikonographie der Bibliotheken (= Wolfenbütteler Schriften zur Geschichte des Buchwesens. Bd. 17). Wiesbaden 1992, 11–41.
- (Hrsg,) Kunst in Spanien im Blick des Fremden. Reiseerfahrungen vom Mittelalter bis in die Gegenwart, (ARS IBERICA 2). Vervuert, Frankfurt a. M./Madrid 1996.
- Verschiedene Artikel In: Barbara Borngässer (Hrsg.): Spanien – Kunst – Landschaft – Architektur. Könemann, Köln 2001.
- Zurbarán und Murillo – Ihre Immaculata-Darstellungen für Sevillas Gläubige – Beobachtungen zu ihrer sakral-erotischen Ausstrahlung. In: Jutta Held (Hrsg.): Kirchliche Kultur und Kunst des 17. Jahrhunderts in Spanien, (ARS IBERICA 9). Vervuert, Frankfurt a. M./Madrid 2004, S. 145–159.
- Die Realisation der Grabmalplanungen der Katholischen Könige. In: Barbara Borngässer / Henrik Karge / Bruno Klein (Hrsg.): Grabmalkunst und Sepulkralkultur in Spanien und Portugal – Arte funerario y cultura sepulcral en España y Portugal (ARS IBERICA ET AMERICANA 11). Vervuert, Frankfurt a. M./Madrid 2006, S. 379–402.
- Carl Justi „persönlich“– ein bisher unbeachteter Briefwechsel von 1872–1886. In: Bettina Marten / Roland Kanz (Hrsg.): Carl Justi und die Kunstgeschichte (ARS IBERICA ET AMERICANA 20). Vervuert, Frankfurt a. M./Madrid 2016, S. 15–26.